# Раннапунгерья (река)
Раннапунгерья (эст. Rannapungerja jõgi) — река на северо-востоке Эстонии.

## Общие сведения
Река берёт начало из источника у деревни Атсалама в волости Мяэтагузе и впадает в Чудское озеро у деревни Раннапунгерья.
- Длина реки — 52 км.
- Площадь водосборного бассейна — 601 км².
- Расход воды составляет 4,9 м³/с.

Основные притоки: Мяэтагузе, Тагайыги.
Ручьи: Тудулинна, Ийзаку и Миллоя.
В реке обитают рыбы: плотва, елец, густера, щука, окунь, уклейка и подлещик

## Галерея

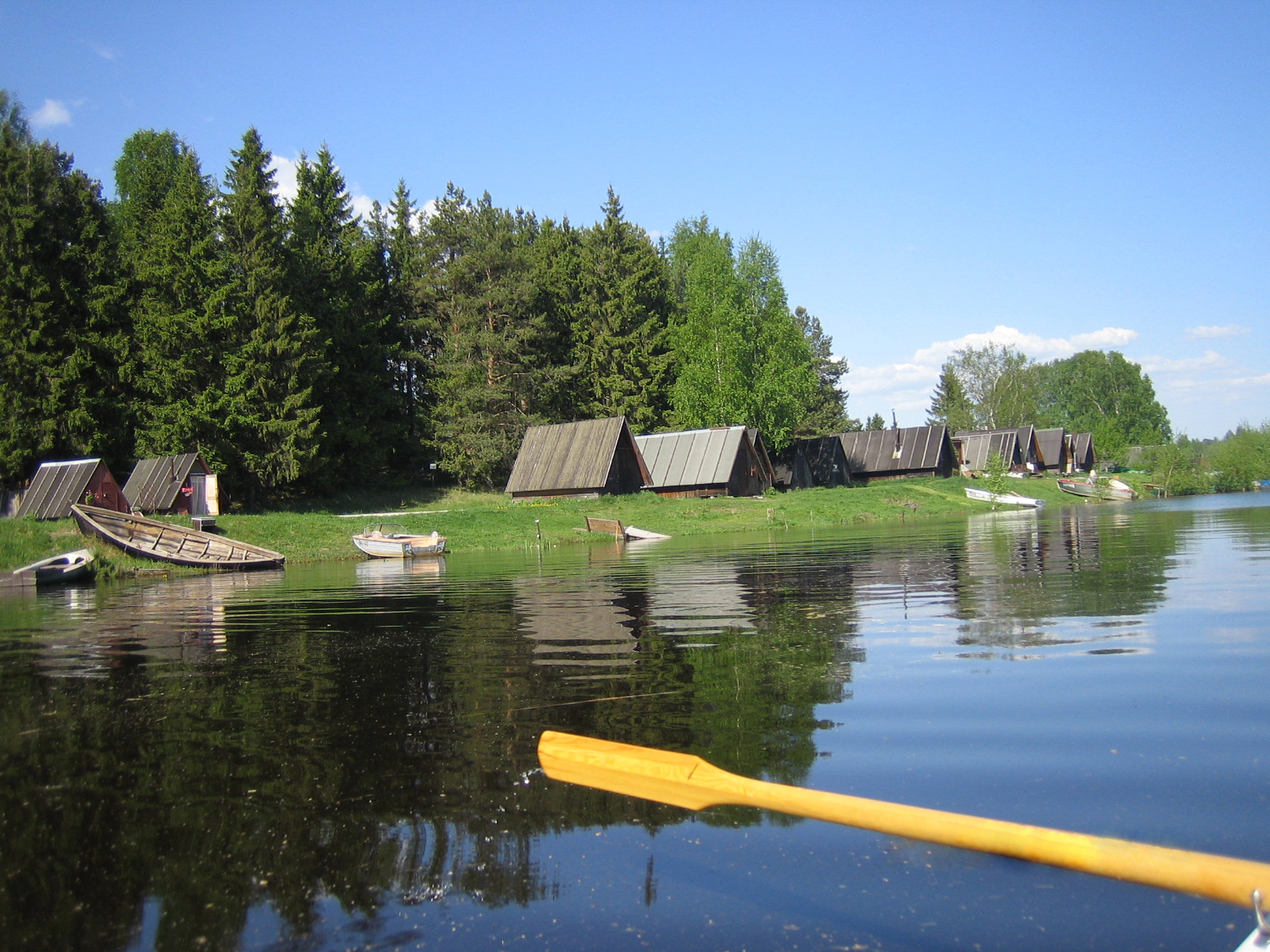
Лодочные гаражи у деревни Раннапунгерья
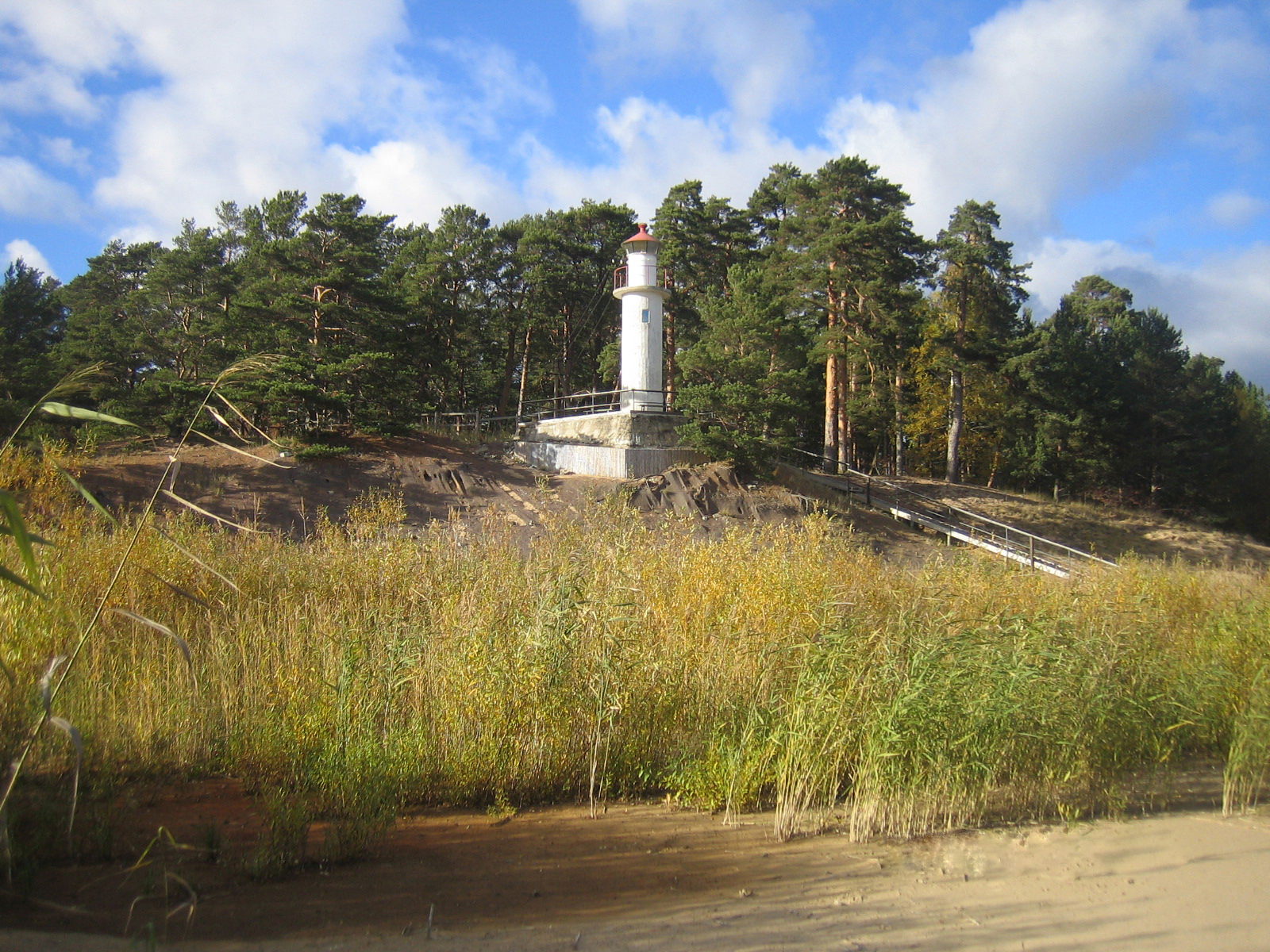
Маяк Раннапунгерья в местном порту
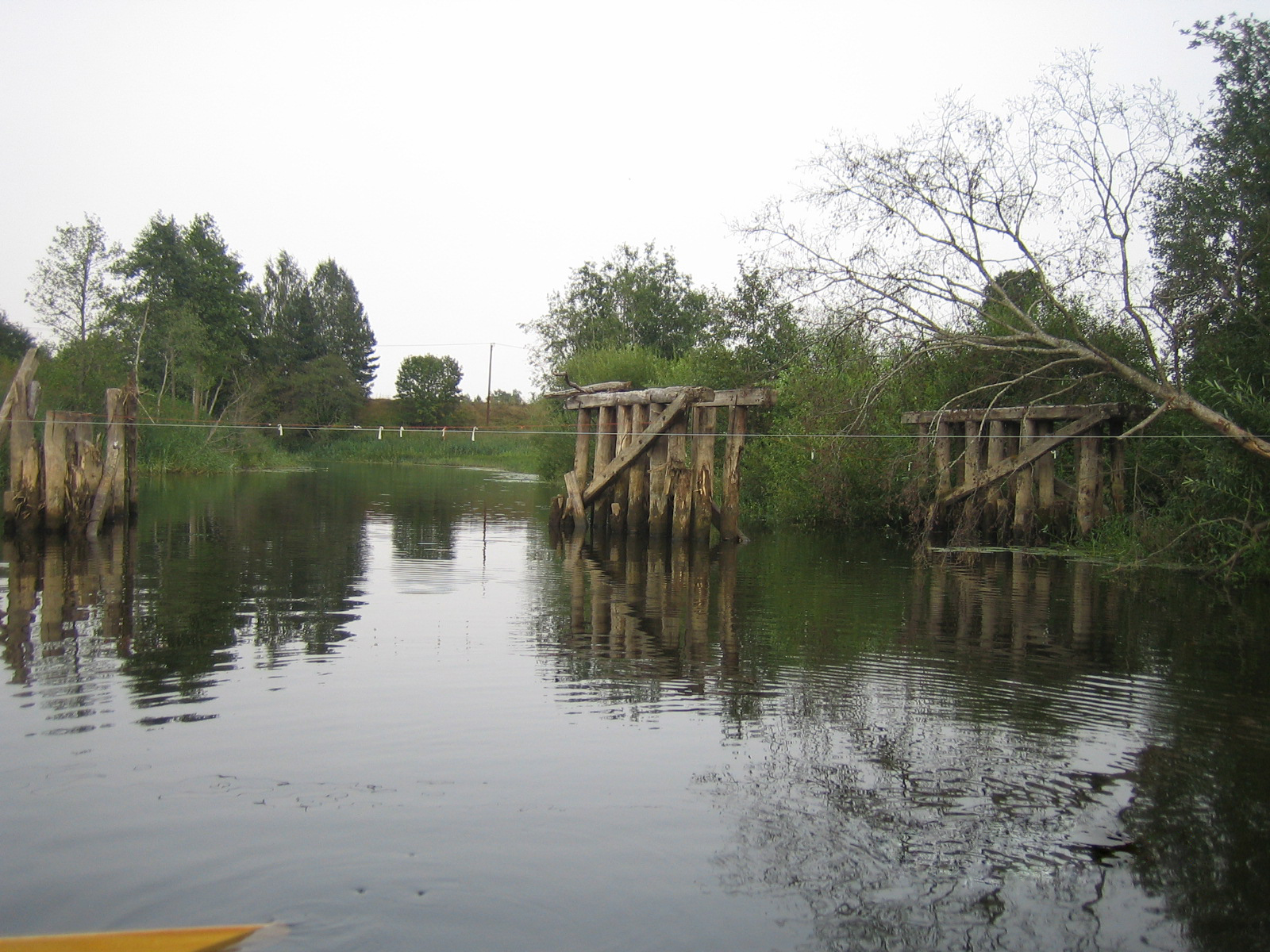
Разрушившийся мост у Леммаку